# Maddox (作家)

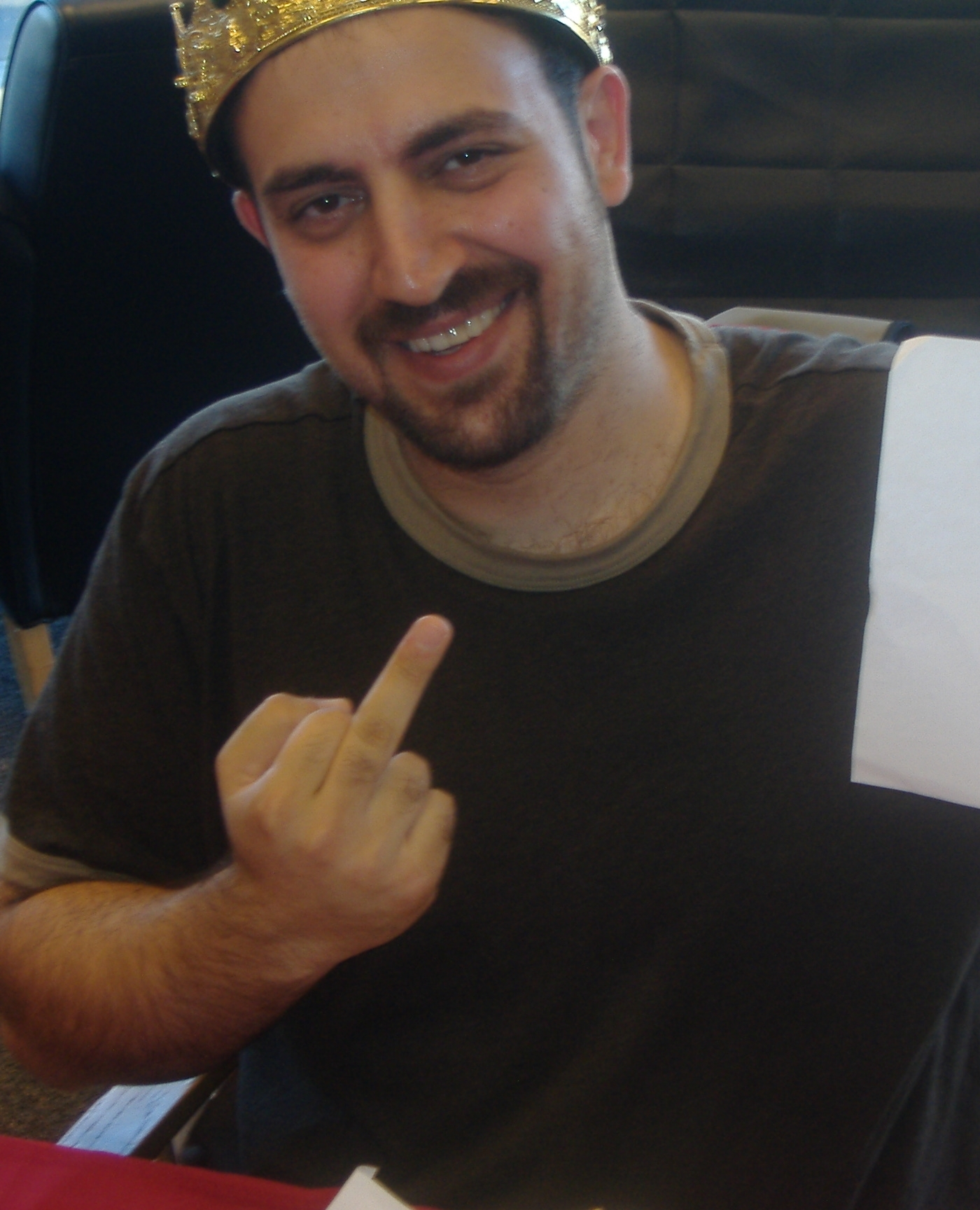
Maddox

Maddox（1977年或1978年-）是一位美国博主、 YouTuber和作家。 他出版的第一本著作曾登上紐約時報暢銷書榜。Maddox這個筆名來自金属外壳MADOX-01。